# Бондарюк Володимир Володимирович
Володи́мир Володими́рович Бондарю́к, псевдо «Піндос» (18 липня 1993 року, с. Кам'яний Міст, Первомайський район, Миколаївська область  — 29 жовтня 2020 року, с. Водяне, Маріупольський район, Донецька область) — сержант 36-ї окремої бригади морської піхоти імені контр-адмірала Михайла Білинського Збройних сил України, учасник російсько-української війни.

## Із життєпису
Народився та виріс в селі Кам'яний Міст, працював на СТО, багато подорожував. Бажання стати військовим запалив дядько, офіцер Первомайського райвіськкомату.
Військову службу проходив кулеметником гірсько-піхотного батальйону в Криму, куди потрапив після навчального центру. Разом з батальйоном вийшов з окупованого росіянами Криму в 2014 році, після чого служив у 36-й бригаді морської піхоти.
Учасник Антитерористичної операції на сході України та Операції об'єднаних сил на території Луганської та Донецької областей від 2014 року. Відбув 5 ротацій на Маріупольському напрямку.
У 2015 році проходив навчання за програмою підготовки інструкторів за програмою НАТО в Литві.
Загинув від вогнепального ураження під час масованого обстрілу українських позицій біля села Водяне колишнього Волноваського району, близько опівночі. За наявною інформацією, ворожа диверсійна група підійшла майже впритул до українських позицій та відкрила вогонь. Разом з Володимиром Бондарюком загинув старший сержант Михайло Старостін, ще один військовик зазнав поранення.
Похований у рідному селі 1 листопада 2020 року. В героя залишились дружина, донька, батьки та брат.

## Нагороди та вшанування
- Указом Президента України № 601/2020 від 29 грудня 2020 року «Про відзначення державними нагородами України», за особисту мужність і самовіддані дії, виявлені у захисті державного суверенітету та територіальної цілісності України, нагороджений (посмертно) орденом «За мужність» III ступеня[7].
- 21 квітня 2021 року на фасаді Кам'яномостівської ЗОШ І—ІІІ ступенів, в якій з 2000 по 2011 рік навчався Володимир, відкрито меморіальну дошку[1][8].